# Frigoría

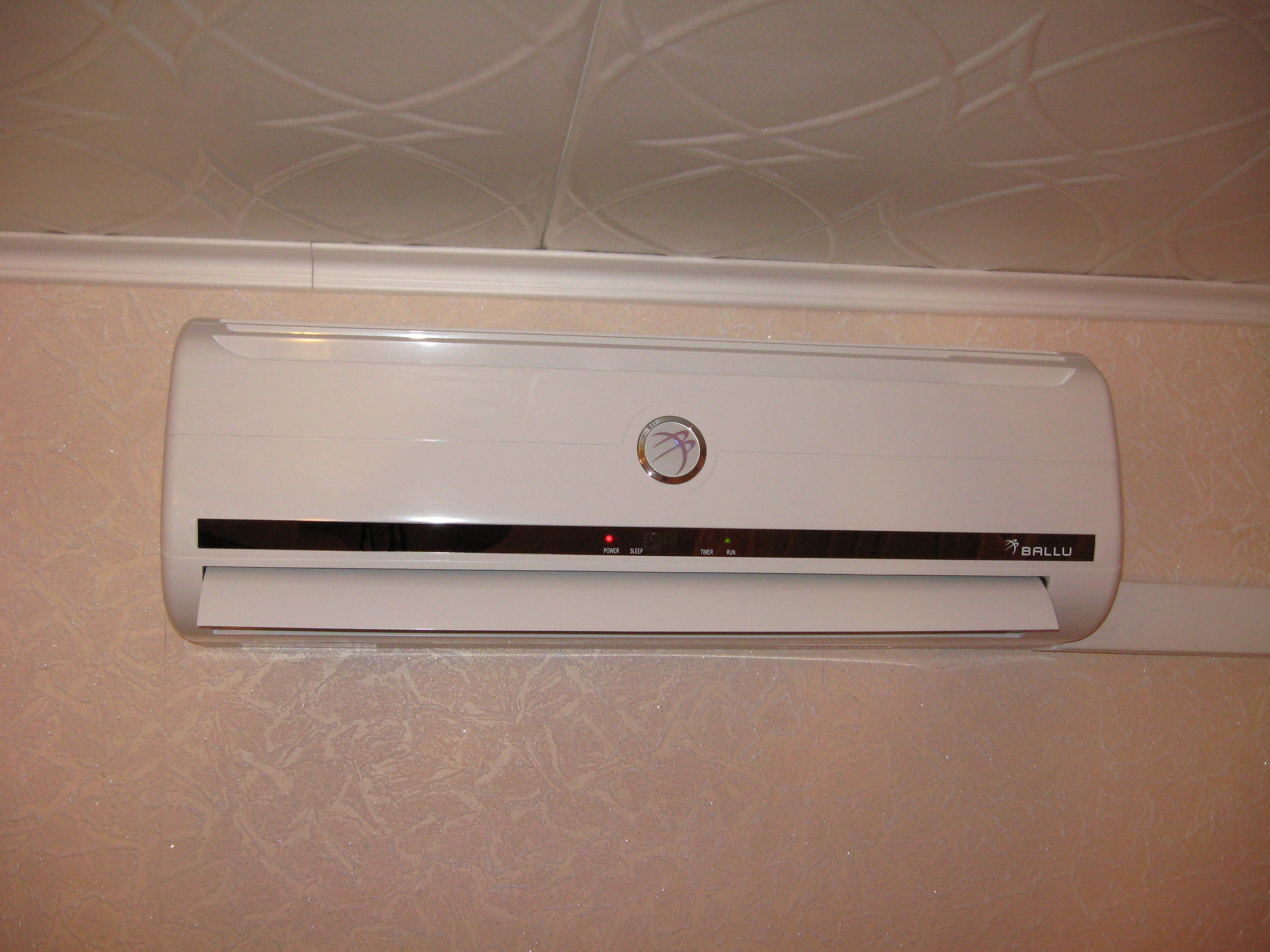
Aire Acondicionado dónde es utilizada esta unidad de medida.

La frigoría es una unidad de energía del Sistema Técnico de Unidades. Se usa habitualmente para indicar la absorción de energía térmica de una máquina frigorífica. 

## Definiciones
La unidad no existe en el Sistema Internacional. Su abreviatura, puede ser fg. o frig.
Su definición es: 
- 1 frigoría = −1000 calorías

Se corresponde con 1000 veces la caloría, y con el signo negativo.
El signo negativo se debe a que se trata de una absorción, es decir, de una disminución de energía en un sistema.

## Usos y aplicaciones
Se usa en sistemas de refrigeración: frigoríficos, acondicionadores de aire como por ejemplo 2000 frig/h o 2000 fg/h o incluso a veces incorrectamente 2000 fg.
La evaporación de un gramo de agua o sudor produce unas 0,540 frigorías.

## Conversiones
| 1 frigoría = −4185,5 julios 1 frigoría =−1,63 vatios-hora 1 frigoría = −4 BTU | 1 julio = −0,239 frigorías 1 vatio×hora = −860,112 frigorías 1 BTU = − 0,25 frigorías |
| ----------------------------------------------------------------------------- | ------------------------------------------------------------------------------------- |

Los anglosajones utilizan como unidad energética la BTU (British Thermal Unit: unidad térmica británica), que equivale a 252 calorías. 

## Usos como equivalente de potencia
Erróneamente se emplea a veces la frigoría como unidad de potencia (frigoría ≠ frigoría/hora ), sobreentendiendo hora = 1. Si se quiere hablar de potencia siempre deberá explicitarse el denominador (hora), aunque valga la unidad. 
En este sentido, 1000 frig/h corresponden a una potencia de 1,163 kW. 
Ejemplo: Un aparato pequeño de aire acondicionado doméstico tiene una capacidad de enfriamiento de 2000 a 3000 frigorías por hora. En el mercado no obstante pueden verse todavía comercializados en BTU/h.